# Jaskinia za Ratuszem Śnieżna
Jaskinia za Ratuszem Śnieżna – jaskinia w Dolinie Miętusiej w Tatrach Zachodnich. Wejście do niej znajduje się w Litworowym Grzbiecie, niedaleko Jaskini za Ratuszem Zimnej, na wysokości 1720 m n.p.m. Długość jaskini wynosi 11 metrów, a jej deniwelacja 3 metry.

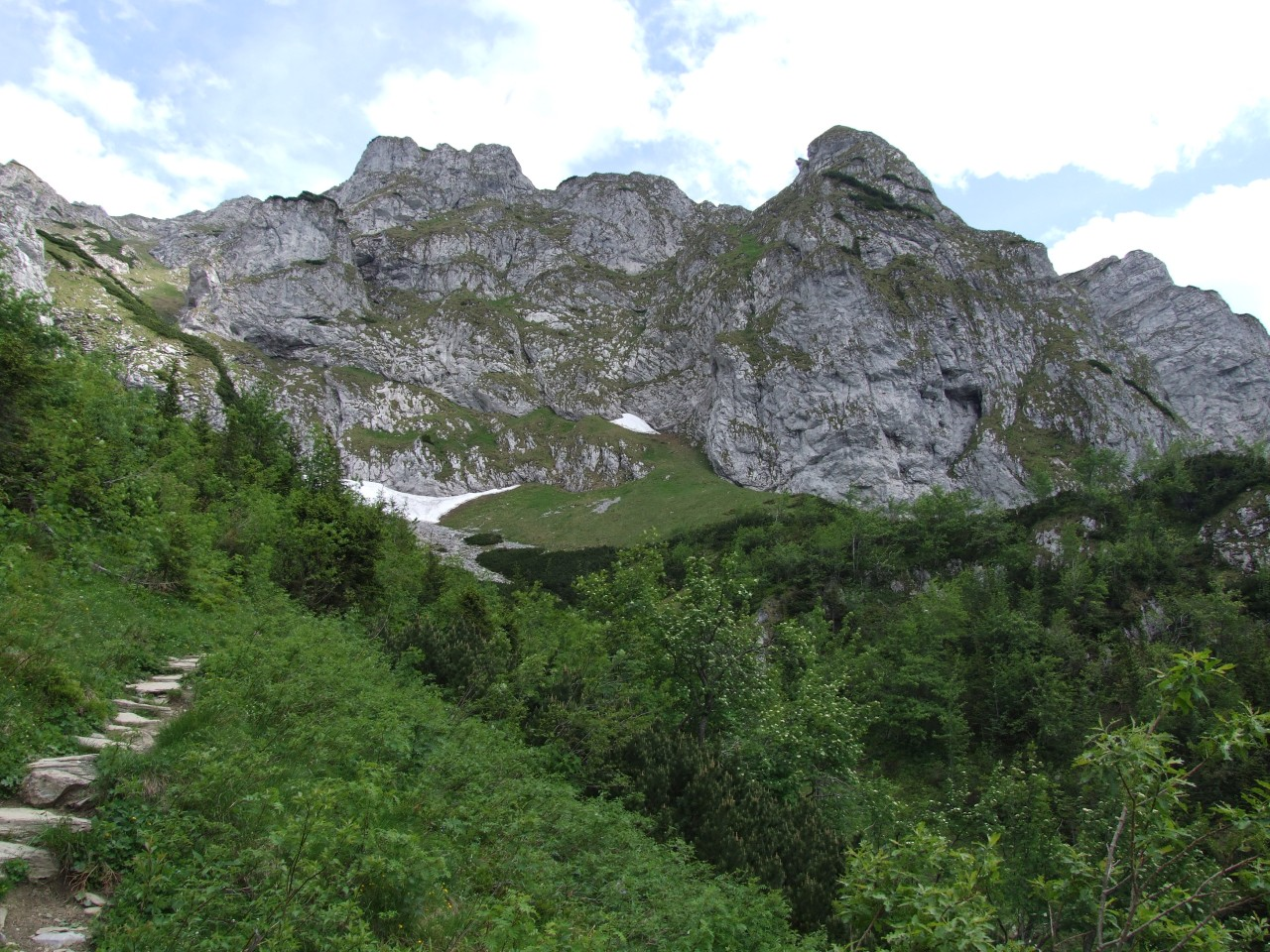
Litworowy Grzbiet

## Opis jaskini
Jaskinia zaczyna się ponad 2-metrową studnią, z której dna odchodzi krótki, szczelinowy korytarzyk prowadzący do szczelinowej, wysokiej sali (7 metrów wysokości).

## Przyroda
W jaskini brak jest nacieków i roślinności. W jej dolnej części prawie przez cały rok leży zlodowaciały śnieg.

## Historia odkryć
Jaskinia została odkryta oraz zbadana przez I. Luty, K. Wardakowskiego i A. Majkowskiego ze Speleoklubu Warszawskiego w lipcu 1986 roku.